# Sīmīār
Sīmīār (persiska: سميار, Semīār, سيميار) är en ort i Iran.   Den ligger i provinsen Qazvin, i den nordvästra delen av landet, 120 km nordväst om huvudstaden Teheran. Sīmīār ligger 1 786 meter över havet och antalet invånare är 119.
Terrängen runt Sīmīār är kuperad söderut, men norrut är den bergig. Terrängen runt Sīmīār sluttar norrut. Runt Sīmīār är det ganska tätbefolkat, med 108 invånare per kvadratkilometer. Närmaste större samhälle är Mo'allem Kalāyeh, 16,4 km nordost om Sīmīār. Trakten runt Sīmīār består i huvudsak av gräsmarker.